# Hugo de Sajonia
Hugo de Sajonia (ca. 850-880) fue un príncipe franco de la dinastía carolingia. Nació en Sajonia alrededor del 850, hijo ilegítimo de Luis el Joven y de una concubina anónima. Es posible que también fuera hermano de otro bastardo, Bernardo. Nació durante el reinado de su abuelo Luis el Germánico.
A edad temprana se lo nombró conde de Sajonia y se lo despachó de inmediato a la frontera sajona oriental, donde se sabe que disputó varias escaramuzas con húngaros y vikingos. Murió a manos de saqueadores vikingos en 880, en la batalla de Thimeon.